# Manuel Rodríguez (película de 1910)
Manuel Rodríguez es un antiguo cortometraje, mudo y en blanco y negro, escrito y dirigido por el actor y director chileno Adolfo Urzúa Rosas, rodado en los alrededores de Santiago de Chile y estrenado el 10 de septiembre de 1910 en el Teatro Variedades de la misma ciudad.
Es considerada la primera película chilena de ficción, es decir, que posee un argumento y no es de tipo documental. En la actualidad, la cinta se encuentra perdida y solamente se mantiene un fragmento de casi dos minutos.

## Sinopsis
El cortometraje, dividido en dos episodios, reconstruye algunos episodios históricos de la vida de Manuel Rodríguez (1785-1818), prócer de la Independencia de Chile.

## Producción
La Compañía Cinematográfica del Pacífico, empresa que había comenzado a producir noticiarios y distribuir producciones audiovisuales a lo largo del país, contrata a Adolfo Urzúa Rosas, quien por entonces se dedicaba completamente al teatro, para formar a un grupo de actores y grabar películas de ficción, un fenómeno hasta entonces inédito en el país, en el cual sólo se habían estrenado hasta entonces documentales.
Urzúa entonces rodó la película en los alrededores de Santiago, estrenando su cortometraje en septiembre de 1910, en el contexto de los actos conmemorativos del centenario de Chile.
Años más tarde, en un artículo para el primer número de la revista Cine Gaceta, quincena de octubre de 1915, Urzúa declaró a propósito de la producción de esta película lo siguiente:

«(...) En 1909 me contrataron con mil pesos mensuales para formar un cuadro de artistas, para imprimir films con argumentos tomados de nuestra Historia Nacional, y se imprimieron dos series de los episodios del célebre guerrillero de la Independencia Manuel Rodríguez. La compañía poseía un laboratorio de primer orden y aunque los artistas apenas tuvieron tres meses de preparación, la prensa y la crítica no tuvieron sino palabras de alabanza para esta primera prueba.»
Adolfo Urzúa Rosas

## Recepción y crítica
La película recibió buenas críticas por parte de la prensa local. El diario El Ferrocarril publicó lo siguiente:

«Una de las vistas más hermosas que se puedan ofrecer al público, por ser en primer lugar patriótica, pues vemos los hechos más emocionantes de la vida agitada del guerrillero Manuel Rodríguez y en segundo lugar por sus paisajes. Con esta película se estrena la ejecución de esta clase de trabajos en el país».
Diario El Ferrocarril, Santiago, 10 de septiembre de 1910

Por su parte, la revista Sucesos señaló que: «La reconstrucción de escenas de la época de la independencia ha tenido un éxito halagador». Finalmente, el diario El Mercurio de Santiago celebró «la forma feliz en que ha sido reproducida la naturaleza privilegiada de este país», destacando su carácter «patriótico», pues «recuerda los hechos más emocionantes de la vida agitada del guerrillero Manuel Rodríguez».